# WORLD SKA SYMPHONY
『WORLD SKA SYMPHONY』（ワールド・スカ・シンフォニー）は2010年3月10日にcutting edgeから発売された東京スカパラダイスオーケストラの15作目のオリジナル・アルバム。

## 概要
- デビュー20周年を飾る新作。
- 通常盤[1][2][3]とDVD付初回限定盤[4][5][6]の2形態で発売。
- 初回限定盤はミュージック・ビデオ、メイキング映像、2009年開催欧州ツアーのダイジェスト映像を収録したDVD同梱。
- 『PARADISE BLUE』に参加したデニス・ボーヴェルも再び参加。
- 2009年の活動軌跡を追ったライブDVD「and TOKYO SKA goes on..」同時発売。

## 収録曲

### CD
（全編曲：東京スカパラダイスオーケストラ）
1. Boppin' Bunny
  - 作曲：NARGO
2. 流星とバラード
  - 作詞：谷中敦／作曲：川上つよし
  - Vocal：奥田民生
3. 明鏡止水
  - 作曲：沖祐市
4. Just say yeah!
  - 作詞：谷中敦／作曲：加藤隆志
5. STORM RIDER
  - 作曲：川上つよし
  - ベスト・アルバム『NO BORDER HITS 2025→2001 〜ベスト・オブ・東京スカパラダイスオーケストラ〜』にも収録された（ファンクラブ限定盤のみ）。
6. ずっと
  - 作詞：谷中敦／作曲：沖祐市
  - Vocal：Crystal Kay
  - ベスト・アルバム『The Last』『TOKYO SKA TREASURES 〜ベスト・オブ・東京スカパラダイスオーケストラ〜』『NO BORDER HITS 2025→2001 〜ベスト・オブ・東京スカパラダイスオーケストラ〜』にも収録された。
7. WORLD SKA CRUISE -original mix-
  - 作曲：川上つよし
8. Juggling City
  - 作曲：北原雅彦
9. KinouKyouAshita -New horn arrangement-
  - 作詞：谷中敦
  - 作曲：沖祐市・加藤隆志・茂木欣一
10. 東雲25時
  - 作曲：川上つよし
11. 愛の讃歌 with strings
  - 作曲：Margerite Monnot
  - ベスト・アルバム『NO BORDER HITS 2025→2001 〜ベスト・オブ・東京スカパラダイスオーケストラ〜』にも収録された。
12. 君と僕 2010
  - 作詞：谷中敦／作曲：沖祐市
  - Vocal：斉藤和義
  - デビュー・アルバム『スカパラ登場』収録Instrumental「君と僕」に谷中が歌詞を書き下ろし、斉藤のヴォーカルを乗せたリテイク。
  - ベスト・アルバム『The Last』『TOKYO SKA TREASURES 〜ベスト・オブ・東京スカパラダイスオーケストラ〜』『NO BORDER HITS 2025→2001 〜ベスト・オブ・東京スカパラダイスオーケストラ〜』にも収録された。

### DVD　初回限定盤
1. 「KinouKyouAshita」 Music Clip
2. 「流星とバラード」 Music Clip
3. Making of Music Clips & European Tour 2009 short movie
4. DVD「and TOKYO SKA goes on..」 -Special Edition-